# Carmine Garibaldi
Carmine Garibaldi (San Marzano di San Giuseppe, 1885 – Roma, 1951) è stato un attore italiano.

## Biografia
In gioventù crea una sua compagnia teatrale e comincia a girare per i teatri della Puglia. Alla fine degli anni trenta si trasferisce a Roma dove gira alcuni film (Fuochi d'artificio, Terra di nessuno, Miseria e nobiltà, Sancta Maria, Il leone di Damasco, Bengasi). Muore a Roma in seguito ad una caduta avvenuta durante la lavorazione del film Quo vadis nel 1951.